# Adolf Klingsberg
Adolf Klingsberg (n. 20 octombrie 1880, Liov, Regatul Galiției și Lodomeriei, Austro-Ungaria – d. 1978, Israel) a fost un fotograf profesionist bucureștean care a activat în capitala României în primele decade ale secolului al XX-lea.
Klingsberg este cunoscut în mod special pentru activitatea fotografică desfășurată în cadrul studioului Julietta, pe care îl patrona. Studioul Julietta împrumuta numele soției fotografului, Julietta Klingsberg, și se afla pe Calea Victoriei, în apropierea clădirii Capșa. Pragul acestui studio a fost des trecut de celebritățile vremii, iar printre clienții obișnuiți se număra și Regina Maria a României.
În perioada 1932-1934 Adolf Klingsberg a ocupat funcția de președinte al Uniunii Fotografilor din România.